# Bartolomé Esono Asumu
Bartolomé Esono Asumu (ur. 25 maja 1963) – lekkoatleta z Gwinei Równikowej, specjalizujący się w biegu na 800 metrów, olimpijczyk.
Jego jedyną, znaczącą, międzynarodową imprezą były w 1984 r., letnie igrzyska olimpijskie w amerykańskim Los Angeles. Jednocześnie był to olimpijski debiut reprezentacji Gwinei Równikowej. Asumu wziął udział w jednej konkurencji: biegu na 800 metrów. Wystartował w 7. biegu eliminacyjnym, zajmując w nim ostatnie, 7. miejsce. Z czasem 2:17,29 uzyskał najgorszy wynik eliminacji, przez co nie zdołał awansować do kolejnej fazy zawodów. Łącznie został sklasyfikowany na ostatnim, 66. miejscu. 

## Osiągnięcia
| Rok  | Impreza              | Miejsce     | Konkurencja        | Lokata     | Wynik   |
| ---- | -------------------- | ----------- | ------------------ | ---------- | ------- |
| 1984 | Igrzyska olimpijskie | Los Angeles | bieg na 800 metrów | eliminacje | 2:17,29 |

## Rekordy życiowe
- bieg na 800 metrów – 2:08,0 (1984).